# Drago kamenje
Dragulji ili drago kamenje (što podrazumijeva i poludrago kamenje) kristalne su strukture minerala od kojih se rezanjem i brušenjem stvara nakit, kao i drugi ukrasi. Uz njih se draguljima zbog uporabe u nakitu često smatraju i neke stijene (poput lapisa lazuli, opala i opsidijana) te poneki nemineralni organski materijali (koji uključuju jantar, gagat i bisere). Većina je dragulja tvrda, no za pravljenje se nakita koriste i mekši materijali poput brazilijanita zbog svoje boje, sjaja ili drugih estetski vrednovanih karakteristika. Mekani se materijali, međutim, zbog krhkoće i umanjene izdržljivosti tipično ne koriste kao dragulji.
Globalna se industrija obojanih dragulja (to jest svih osim dijamanata) procjenjuje na vrijednost od oko 1,5 milijardi američkih dolara (USD) prema podatcima iz 2023. godine, a projicira joj se ravnomjeran porast do 4,46 milijardi USD 2033. godine.
Znanost o draguljima naziva se gemologija, a ekspert za dragulje gemolog. 

## Obilježja i klasifikacija
Tradicionalna se starogrčka klasifikacija dragulja svodi na razlikovanje dragog i poludragog kamenja, što dijeli i s drugim kulturama. Danas se dragim kamenjem smatraju isključivo smaragdi, rubini, safiri i dijamanti, dok svi ostali dragulji pripadaju poludragom kamenju. Razlika je prvenstveno u rijetkosti tijekom antičkog doba, ali i u kvaliteti: svo je drago kamenje prozirno, a čisti primjerci imaju finu boju (izuzev dijamanta, koji je bezbojan) te su izrazito tvrdi, s vrijednosti između 8 i 10 na mohsovoj ljestvici tvrdoće. Poludrago i ostalo kamenje klasificira se prema razini boje, prozirnosti i tvrdoće. Tradicionalna se razlika ne podudara nužno sa suvremenim gledanjem: iako su granati, primjerice, relativno jeftini, zeleni granat imena tsavorit mogao bi biti znatno skuplji od smaragda srednje kvalitete.
U području povijesti umjetnosti te arheologije poludrago se kamenje tradicionalno naziva i hardstone (dosl. „tvrdi kamen”). Terminologija „dragog” i „poludragog” kamenja u komercijalnom je kontekstu tehnički često i zavaravajuća, s obzirom da prvo često nije tržišno vrijednije od drugoga, iako bi nazivi sugerirali da jest.
U suvremeno doba, gemolozi za opis dragulja koriste specifičnu stručnu terminologiju. Primarno obilježje za identifikaciju dragulja jest njegov kemijski sastav. Na primjer, dijamanti su sačinjeni od ugljika (C), a rubini od aluminijeva oksida (Al2O3). Mnogi su dragulji kristali, koje se klasificira prema njihovom kristalnom sustavu, poput kubičnog, šesterokutnog ili monoklinskog sustava. Uporablja se i habitus kristala, koji označava oblik u kojemu se dragulj tipično pronalazi. Dijamanti tako imaju kubičan kristalni sustav te se pronalaze u obliku oktaedra.
Dragulji se također klasificiraju u razne skupine, vrste i varijetete. Rubini se smatraju crvenim varijetetom korunda, dok se druge boje korunda nazivaju safirima. Smaragdi (zelene boje), akvamarini (plave) i morganiti (ružičaste) isto su tako varijeteti mineralske vrste berila u različitim bojama.
Druge karakteristike dragulja uključuju boju (prema nijansi, tonu i zasićenosti), optičke fenomene, sjaj, indeks loma, dvolom, disperziju, relativnu gustoću, tvrdoću, kalavost i lomljivost. Mogu iskazivati pleokroizam, biti luminescentni ili imati distinktivan apsorpcijski spektar.

## Vanjske poveznice
- Farlang online library of gemological books  Arhivirana inačica izvorne stranice od 29. travnja 2017. (Wayback Machine)
- Gemmology Institute of Southern Africa  Arhivirana inačica izvorne stranice od 2. rujna 2011. (Wayback Machine)
- International Gem Society
- Gemological Institute of America
- Gemstones Guide